# Guruvalagollahalli, Malur
Guruvalagollahalli là một làng thuộc tehsil Malur, huyện Kolar, bang Karnataka, Ấn Độ.